# Calvin Sim
Pour les articles homonymes, voir SIM.
Calvin Sim, né le 14 octobre 1989, est un coureur cycliste singapourien. Il participe à des compétitions sur route, sur piste ainsi qu'en VTT.

## Biographie
En 2014, Calvim Sim évolue sous les couleurs de l'équipe continentale singapourienne OCBC Singapore Continental. Deux ans plus tard, il termine quatrième du championnat de Singapour du contre-la-montre.
Lors des Jeux d'Asie du Sud-Est de 2017, il se distingue en remportant le titre dans l'omnium. Il s'agit de la première médaille d'or obtenue pour un cycliste masculin de Singapour depuis les Jeux de 1997,.

## Palmarès sur route

### Par année
- 2010
  - 3e du Tour de Bintan
- 2019
  -  Champion de Singapour du contre-la-montre par équipes (avec Goh Choon Huat et Kee Meng Ang)
  - 3e du championnat de Singapour sur route
- 2021
  - 3e du championnat de Singapour du contre-la-montre

### Classements mondiaux
| Année         | 2016 | 2017 | 2018 | 2019 |
| ------------- | ---- | ---- | ---- | ---- |
| UCI Asia Tour | 529e |      |      | 151e |

## Palmarès sur piste

### Jeux d'Asie du Sud-Est
- Nilai et Putrajaya 2017
  -  Médaillé d'or de l'omnium